# Gran Premio motociclistico d'Olanda 1997
Il Gran Premio motociclistico d'Olanda 1997 fu il settimo appuntamento del motomondiale 1997.
Si svolse il 28 giugno 1997 al circuito di Assen e vide la vittoria di Mick Doohan su Honda nella classe 500, di Tetsuya Harada nella classe 250 e di Valentino Rossi nella classe 125. Gli stessi tre piloti avevano vinto le rispettive classi anche nel GP precedente, quello di Francia.

## Classe 500

### Arrivati al traguardo
| Pos | Nº | Pilota           | Squadra               | Motocicletta | Giri | Tempo     | Griglia | Punti |
| --- | -- | ---------------- | --------------------- | ------------ | ---- | --------- | ------- | ----- |
| 1   | 1  | Mick Doohan      | Repsol Honda          | Honda        | 20   | 43:37.954 | 1       | 25    |
| 2   | 8  | Carlos Checa     | MoviStar Honda Pons   | Honda        | 20   | +10.560   | 3       | 20    |
| 3   | 19 | Doriano Romboni  | IP Aprilia Racing     | Aprilia      | 20   | +18.282   | 2       | 16    |
| 4   | 18 | Nobuatsu Aoki    | Rheos ELF F.C.C. T.S. | Honda        | 20   | +24.048   | 7       | 13    |
| 5   | 9  | Alberto Puig     | MoviStar Honda Pons   | Honda        | 20   | +28.105   | 16      | 11    |
| 6   | 4  | Alex Barros      | Honda Gresini         | Honda        | 20   | +38.219   | 6       | 10    |
| 7   | 6  | Daryl Beattie    | Lucky Strike Suzuki   | Suzuki       | 20   | +43.217   | 12      | 9     |
| 8   | 10 | Kenny Roberts Jr | Marlboro Team Roberts | Modenas KR3  | 20   | +47.525   | 22      | 8     |
| 9   | 16 | Jürgen Fuchs     | Elf 500 Roc           | ELF 500      | 20   | +48.724   | 10      | 7     |
| 10  | 5  | Norifumi Abe     | Yamaha Team Rainey    | Yamaha       | 20   | +49.574   | 17      | 6     |
| 11  | 13 | Bernard Garcia   | Tecmas Honda Elf      | Honda        | 20   | +1:04.431 | 21      | 5     |
| 12  | 7  | Tadayuki Okada   | Repsol Honda          | Honda        | 20   | +1:05.807 | 5       | 4     |
| 13  | 23 | Anthony Gobert   | Lucky Strike Suzuki   | Suzuki       | 20   | +1:08.853 | 13      | 3     |
| 14  | 11 | Troy Corser      | Red Bull Yamaha WCM   | Yamaha       | 20   | +1:09.565 | 14      | 2     |
| 15  | 14 | Juan Borja       | Elf 500 Roc           | ELF 500      | 20   | +1:53.073 | 11      | 1     |
| 16  | 25 | Laurent Naveau   | Millet Racing         | ROC Yamaha   | 19   | +1 giro   | 24      |       |
| 17  | 15 | Frédéric Protat  | Soverex FP Racing     | Honda        | 19   | +1 giro   | 25      |       |
| 18  | 17 | Lucio Pedercini  | Team Pedercini        | ROC Yamaha   | 19   | +1 giro   | 23      |       |
| 19  | 20 | Sete Gibernau    | Yamaha Team Rainey    | Yamaha       | 19   | +1 giro   | 20      |       |

### Ritirati
| Nº | Pilota                   | Squadra               | Motocicletta | Giri | Griglia |
| -- | ------------------------ | --------------------- | ------------ | ---- | ------- |
| 24 | Takuma Aoki              | Repsol Honda          | Honda        | 11   | 15      |
| 12 | Jean-Michel Bayle        | Marlboro Team Roberts | Modenas KR3  | 9    | 18      |
| 3  | Luca Cadalora            | Red Bull Yamaha WCM   | Yamaha       | 7    | 9       |
| 21 | Jurgen van den Goorbergh | Millar MQP            | Honda        | 2    | 4       |

### Non partiti
| Nº | Pilota        | Squadra                 | Motocicletta | Griglia |
| -- | ------------- | ----------------------- | ------------ | ------- |
| 22 | Kirk McCarthy | World Champ Motorsports | ROC Yamaha   | 19      |
| 2  | Àlex Crivillé | Repsol Honda            | Honda        | 8       |

## Classe 250

### Arrivati al traguardo
| Pos | Nº | Pilota               | Squadra                     | Motocicletta | Giri | Tempo     | Griglia | Punti |
| --- | -- | -------------------- | --------------------------- | ------------ | ---- | --------- | ------- | ----- |
| 1   | 31 | Tetsuya Harada       | Aprilia Racing              | Aprilia      | 18   | 38:09.016 | 4       | 25    |
| 2   | 2  | Ralf Waldmann        | Marlboro Honda              | Honda        | 18   | +0.238    | 3       | 20    |
| 3   | 65 | Loris Capirossi      | Aprilia Racing              | Aprilia      | 18   | +12.506   | 2       | 16    |
| 4   | 5  | Tōru Ukawa           | Benetton Honda              | Honda        | 18   | +30.663   | 7       | 13    |
| 5   | 15 | Stefano Perugini     | Nastro Azzurro Aprilia      | Aprilia      | 18   | +31.576   | 5       | 11    |
| 6   | 12 | Takeshi Tsujimura    | F.C.C. Technical Sports     | TSR-Honda    | 18   | +35.742   | 8       | 10    |
| 7   | 16 | William Costes       | Chesterfield Elf Tech 3     | Honda        | 18   | +56.803   | 16      | 9     |
| 8   | 18 | Osamu Miyazaki       | Edo Racing                  | Yamaha       | 18   | +56.962   | 13      | 8     |
| 9   | 11 | Jeremy McWilliams    | Qub Team Optimum            | Honda        | 18   | +57.360   | 11      | 7     |
| 10  | 6  | Luis d'Antín         | Antena 3 S.S.P. Competicion | Yamaha       | 18   | +1:07.463 | 12      | 6     |
| 11  | 21 | Franco Battaini      | Edo Racing                  | Yamaha       | 18   | +1:18.287 | 18      | 5     |
| 12  | 25 | Oliver Petrucciani   | Mohag Aprilia Racing        | Aprilia      | 18   | +1:20.436 | 20      | 4     |
| 13  | 8  | Cristiano Migliorati | Team Axo Inoxmacel          | Honda        | 18   | +1:20.744 | 14      | 3     |
| 14  | 73 | Maurice Bolwerk      | MRTT Team Bolwerk           | Honda        | 18   | +2:13.335 | 25      | 2     |
| 15  | 28 | Eustaquio Gavira     | Scuderia Mobil 1 AGV        | Aprilia      | 18   | +2:23.965 | 23      | 1     |
| 16  | 74 | Gerard Rike          | Johan Jong Racing           | Honda        | 17   | +1 giro   | 27      |       |
| 17  | 77 | Jaap Hoogeveen       | Team JHR                    | Yamaha       | 17   | +1 giro   | 29      |       |
| 18  | 76 | Henk van de Lagemaat | Schoenkaper Oz Racing       | Honda        | 17   | +1 giro   | 28      |       |
| 19  | 78 | Gert Pieper          | Schotsman Schroot Racing    | Honda        | 17   | +1 giro   | 31      |       |

### Ritirati
| Nº | Pilota            | Squadra                     | Motocicletta | Giri | Griglia |
| -- | ----------------- | --------------------------- | ------------ | ---- | ------- |
| 20 | Noriyasu Numata   | Arie Molenaar Racing        | Suzuki       | 16   | 10      |
| 26 | Emilio Alzamora   | Fortuna Honda               | Honda        | 8    | 22      |
| 27 | Sebastián Porto   | PR2 YPF - ESCO              | Aprilia      | 6    | 24      |
| 17 | José Luis Cardoso | Antena 3 S.S.P. Competicion | Yamaha       | 5    | 15      |
| 29 | Idalio Gavira     | Scuderia Mobil 1 AGV        | Aprilia      | 5    | 26      |
| 10 | Luca Boscoscuro   | Dee Cee Racing              | Honda        | 3    | 17      |
| 99 | Giuseppe Fiorillo | Radiant Racing              | Aprilia      | 3    | 21      |
| 19 | Olivier Jacque    | Chesterfield Elf Tech 3     | Honda        | 2    | 1       |
| 14 | Jamie Robinson    | Arie Molenaar Racing        | Suzuki       | 2    | 19      |
| 7  | Haruchika Aoki    | Matteoni Racing             | Honda        | 2    | 9       |
| 75 | Andre Romein      | Racing Team Twello          | Honda        | 1    | 30      |

### Squalificato
| Nº | Pilota     | Squadra                      | Motocicletta | Giri | Griglia |
| -- | ---------- | ---------------------------- | ------------ | ---- | ------- |
| 1  | Max Biaggi | Marlboro Team Kanemoto Honda | Honda        | 6    | 6       |

## Classe 125

### Arrivati al traguardo
| Pos | Nº | Pilota             | Squadra                   | Motocicletta | Giri | Tempo     | Griglia | Punti |
| --- | -- | ------------------ | ------------------------- | ------------ | ---- | --------- | ------- | ----- |
| 1   | 46 | Valentino Rossi    | Nastro Azzurro Aprilia    | Aprilia      | 17   | 38:50.246 | 1       | 25    |
| 2   | 3  | Tomomi Manako      | UGT 3000                  | Honda        | 17   | +0.100    | 12      | 20    |
| 3   | 8  | Kazuto Sakata      | UGT 3000                  | Aprilia      | 17   | +0.284    | 2       | 16    |
| 4   | 7  | Noboru Ueda        | Team Pileri               | Honda        | 17   | +0.512    | 4       | 13    |
| 5   | 41 | Yōichi Ui          | Yamaha Kurz               | Yamaha       | 17   | +0.871    | 8       | 11    |
| 6   | 5  | Jorge Martínez     | Airtel-Aspar              | Aprilia      | 17   | +1.568    | 11      | 10    |
| 7   | 2  | Masaki Tokudome    | Docshop Racing            | Aprilia      | 17   | +1.596    | 6       | 9     |
| 8   | 15 | Roberto Locatelli  | Team Axo Inoxmacel        | Honda        | 17   | +1.636    | 7       | 8     |
| 9   | 19 | Frédéric Petit     | Team RMS                  | Honda        | 17   | +26.348   | 15      | 7     |
| 10  | 20 | Masao Azuma        | L.B. Racing               | Honda        | 17   | +30.715   | 18      | 6     |
| 11  | 39 | Jaroslav Huleš     | L.B. Racing               | Honda        | 17   | +30.819   | 13      | 5     |
| 12  | 33 | Manfred Geissler   | UGT 3000                  | Honda        | 17   | +39.769   | 17      | 4     |
| 13  | 21 | Gianluigi Scalvini | Team Axo Inoxmacel        | Honda        | 17   | +39.042   | 10      | 3     |
| 14  | 17 | Enrique Maturana   | Yamaha Kurz               | Yamaha       | 17   | +39.347   | 16      | 2     |
| 15  | 26 | Ivan Goi           | Marlboro Team Alfa Bieffe | Aprilia      | 17   | +46.464   | 25      | 1     |
| 16  | 29 | Ángel Nieto Jr     | Airtel-Aspar              | Aprilia      | 17   | +1:11.667 | 23      |       |
| 17  | 22 | Steve Jenkner      | Aprilia - ADAC Sachsen    | Aprilia      | 17   | +1:37.799 | 28      |       |
| 18  | 73 | Rob Filart         | Filart Mrtt Racing        | Honda        | 17   | +1:38.070 | 27      |       |
| 19  | 75 | Hans Koopman       | Racing Team Hans Koopman  | Honda        | 17   | +2:10.164 | 26      |       |

### Ritirati
| Nº | Pilota            | Squadra                   | Motocicletta | Giri | Griglia |
| -- | ----------------- | ------------------------- | ------------ | ---- | ------- |
| 88 | Peter Öttl        | UGT 3000                  | Aprilia      | 13   | 19      |
| 74 | Jarno Janssen     | Dee Cee Racing            | Honda        | 13   | 22      |
| 72 | Garry McCoy       | Marlboro Team Alfa Bieffe | Aprilia      | 11   | 3       |
| 24 | Gino Borsoi       | Semprucci Biesse          | Yamaha       | 6    | 20      |
| 25 | Josep Sardá       | Finsco Chasis             | Honda        | 6    | 24      |
| 79 | Arno Visscher     | A.V. Racing               | Aprilia      | 5    | 29      |
| 32 | Mirko Giansanti   | Matteoni Racing           | Honda        | 5    | 14      |
| 12 | Dirk Raudies      | Finsco Chasis             | Honda        | 3    | 21      |
| 62 | Yoshiaki Katō     | Semprucci Biesse          | Yamaha       | 2    | 5       |
| 10 | Lucio Cecchinello | Spidi Honda LCR           | Honda        | 0    | 9       |

### Non qualificato
| Nº | Pilota    | Moto  |
| -- | --------- | ----- |
| 76 | Tom Bleys | Honda |